# 槙島城之戰
槙島城之戰是天正元年（1573年）織田家與足利將軍家在山城國一帶爆發的戰爭，結果織田軍攻破了足利軍的槙島城，足利義昭被放逐，足利幕府至此完全失去政權。

## 背景
元龜3年（1572年）時甲斐的武田信玄發動西上作戰，於三方原之戰中擊敗了三河的德川家康後，在上洛後遭到信長變相架空權力的幕府將軍足利義昭趁勢在天正元年（1573年）2月正式宣告加入信長包圍網，15日時開始招募丹波國的牢人為士兵，在2月19日向越前朝倉義景求援，而朝倉義景也發兵六、七千人南下。
獲知足利義昭與自己為敵後，信長派出島田秀滿、村井貞勝與朝山日乘擔任使者前往與足利義昭和談，甚至表示要送人質給足利義昭，但義昭也在當月27日表示拒絕。
與此同時，足利義昭為防備信長的攻擊，命令山岡景友和磯貝新右衛門、渡邊黨聯合一向一揆於近江國的今堅田和石山兩處構築城砦起兵對抗織田家。並且對松永久秀、三好義繼表示赦免，要求兩人率軍進入山城國宇治。
但信長在與足利義昭進行和談時，早於2月20日便派遣柴田勝家、丹羽長秀和蜂屋賴隆、明智光秀四將率軍出擊，24日時渡過瀨田攻擊山岡景友率領的甲賀眾跟伊賀眾鎮守的石山砦，當時城砦尚未完全建好，受到織田家包圍後，山岡景友在2月26日便戰敗投降，並毀去石山砦。
堅田城隨後在同月29日遭受織田軍明智光秀、丹羽長秀跟蜂屋賴隆的攻擊，明智光秀率水軍穿越琵琶湖從城池的西面攻擊，丹羽長秀和蜂屋賴隆則經由陸路從城池的南面攻擊，最後明智光秀在當日午時佔領此城，斬首三百多人，守將渡邊宮內少輔跟磯貝新右衛門戰敗後逃亡，明智光秀在戰後因功入駐坂本城，而柴田勝家、丹羽長秀和蜂屋賴隆則率軍返回岐阜城。
信長隨後在3月25日親自率領進入京都，足利義昭的家臣細川藤孝和原先偏向反信長陣營的荒木村重在29日時聯合在逢坂迎接，等於對外表示臣服織田家，信長親自佈陣在知恩院，旗下大軍分別在白川、粟田口、祇園、清水、六波羅、鳥羽、竹田等地宿營，信長也贈荒木村重一口鄉義弘的刀，贈送細川藤孝名物脇差。足利義昭也在30日包圍了織田家臣村井貞勝的宅邸，並派兵警衛朝臣、禁裏。
在4月3日進入京都的信長再度遣使向足利義昭求和，甚至還請出正親町天皇下令，並且在京都外圍地區放火，進而直接率軍包圍了二條城，在信長的恩威並用下，足利義昭被迫同意使和談成立，信長派遣兄長織田信廣為名代，跟足利義昭正式交涉，待和談成立後信長便在4月7日撤軍返回了美濃岐阜城，且在撤軍途中讓柴田勝家、丹羽長秀、佐久間信盛、蜂屋賴隆及蒲生賢秀包圍鯰江城的六角義治。
朝倉義景雖早在3月11日從敦賀出陣南下，獲知足利義昭又和信長講和後，在4月中旬派遣山崎吉家跟魚住景固率3千人轉往進攻若狹，收割粟屋勝久的國吉城附近的糧食。
但足利義昭實際上並未放棄繼續抵抗信長的想法，在4月20日時向吉田兼和調集人夫進行二條城的增築，企圖加強城池的防備，並且在6月時向安藝的毛利輝元請求支兵糧。而信長也在5月時讓丹羽長秀、岡部又右衛門在5月時收集來自多賀、山田的木材於琵琶湖畔著手建造，全長三十間、幅七間、櫓百挺備足的大船，足可容納三千、五千人。

## 戰況
足利義昭於7月3日宣佈背棄和信長的和約，派遣日野輝資跟高倉藤永相、伊勢貞興和三淵藤英留守二條城，義昭本人則轉往建在宇治川和巨椋池水域交匯處的槇島城，倚天險為防。信長則在7月5日待大船竣工，在7月7日前往坂本，隨後迅速率軍由琵琶湖水路直接進入京都，足利義昭在得知信長出兵的消息後，足利義昭也讓家臣一色藤長、真木島昭光寫信向一向宗法主本願寺顯如求援，希望一向一揆跟三好義繼、三好康長一同抵抗信長。
織田軍在7月10日便直逼二條城，使二條城的足利軍完全不及防備，織田家臣柴田勝家入城勸告三淵藤英，三淵藤英遂在12日開城投降，日野輝資跟高倉藤永相亦隨之不戰而降。為穩住西國的毛利家，信長也去信毛利輝元，向他告知武田、朝倉、三好的情況同時以及足利義昭遷移至槙島城等事，希望毛利家不要干涉京都之事。
信長在7月16日轉往進攻槇島城，率領大軍駐紮在五箇庄柳山，信長命令帳下諸將迅速渡過宇治川攻打槙島城，織田軍一分為二，以稻葉一鐵父子當先鋒與齋藤長龍、安藤守就、不破光治父子、市橋長利、氏家直通、丸毛長照父子、梶川高盛、飯沼勘平等將領由平等院東北作為渡河點，由於河水激急，稻葉一鐵不敢輕易涉水，結果梶川高盛以梶原景季跟佐佐木高綱爭當先鋒的宇治川之戰為例率先涉水，使稻葉一鐵又羞又愧，隨後率軍渡河，一舉進軍至平等院門前，並在近邊放火。
柴田勝家、丹羽長秀、佐久間信盛、蜂屋賴隆、荒木村重、羽柴秀吉、明智光秀、蒲生賢秀及蒲生氏鄉父子、細川藤孝及細川忠興父子、山岡景隆、京極高次、永原重康、多賀常則、後藤高治、進藤賢盛、青地元珍、弓德左近兵衛等將領則由五箇庄渡河。
織田軍在7月18日正式展開攻擊，兩路兵馬總數5萬人相繼渡過宇治川進攻槇島城，佐久間信盛和蜂屋賴隆也擊破出城迎戰的足利軍，斬殺五十多名敵兵，織田軍一鼓作氣包圍槇島城，更放火燒毀城池內的防禦建築，而毛利輝元也派遣使者安國寺惠瓊勸說信長和足利義昭和談，吉川元春跟小早川隆景也派出副使和羽柴秀吉取得聯繫，希望織田家不可殺害足利義昭。
足利義昭被迫以嫡子義尋為人質，向信長投降，而義昭本人則被信長驅逐出京都，被信長派遣的羽柴秀吉將他護送至河內國的若江城，由妹夫三好義繼庇護，而槙島城在戰後則封給了信長的妹婿細川昭元。在一乘寺呼應足利義昭的渡邊宮内少輔跟磯貝新右衛門則在聽聞義昭兵敗後開城投降，隨後離開。在靜原山築砦對抗的山本對馬守被明智光秀率軍圍攻，在10月時攻陷，並斬殺山本對馬守，一般認為足利幕府已於此戰後滅亡。